# Teorema de Bridgman
O teorema de Bridgman afirma que as únicas funções que podem ter argumentos dimensionais são produtos de potências das grandezas de base de um determinado sistema de unidades:
[F]= Mα . Lβ . Tγ
Onde:
M = dimensão de massa

L = dimensão de comprimento

T = dimensão de tempo

Veja a tabela de dimensões e alguns exemplos sobre este teorema:

| Quantidade                         | símbolo | Dimensões        |
| ---------------------------------- | ------- | ---------------- |
| Comprimento                        | (l)     | (L)              |
| Tempo                              | (t)     | (T)              |
| Massa                              | (m)     | (M)              |
| Velocidade                         | (V)     | (M0 . L1 . T-1)  |
| Aceleração                         | (a)     | (M0 . L1 . T-2)  |
| Força                              | (F)     | (M1 . L1 . T-2)  |
| Frequência                         | (f)     | (T-1)            |
| Gravidade                          | (g)     | (M0 . L1 . T-2)  |
| Vazão                              | (Q)     | (M0 . L3 . T-1)  |
| Fluxo de massa                     | (∅m)    | (M1 . L0 . T-1)  |
| Pressão                            | (p)     | (M1 . L-1 . T-2) |
| Tensão                             | (τ)     | (M1 . L-1 . T-2) |
| Massa Específica                   | (ρ)     | (M1 . L-3 . T0)  |
| Peso Específico                    | (γ)     | (M1 . L-2 . T-2) |
| Viscosidade                        | (μ)     | (M1 . L-1 . T-1) |
| Viscosidade Cinemática             | (μc)    | (M0 . L2 . T-1)  |
| Trabalho                           | (W)     | (M1 . L2 . T-2)  |
| Fluxo de calor                     | ∅Q      | (M1 . L2 . T-3)  |
| Tensão Superficial                 | (σ)     | (M1 . L0 . T-2)  |
| Módulo da Elasticidade Volumétrica | (B)     | (M1 . L-1 . T-2) |

Exemplo:

Determine que a vazão "Q", através de um tubo capilar horizontal, depende da queda de pressão por unidadede comprimento "∆P/L", do diâmetro do capilar "d" e da viscosidade absoluta do fluido "µ".

Resposta:

Sabendo que:
Q≡L3 . T-1

P≡M . L-1 . T-2

L≡L

d≡L

μ≡M . L-1 . T-1

Então:

Q= K . (P/L)α . dβ . µγ (TEOREMA DE BRIDGMAN)

(M0 . L3 . T-1)= K . (M . L-1 . T-2 . L-1)α . (L)β . (M . L-1 . T-1)γ

(M0 . L3 . T-1)= K . (M . L-2 . T-2)α . Lβ . (M . L-1 . T-1)γ

Vamos agora trabalhar com as potências:

Para as potências de M teremos:

0 = α + γ

Para as potências de L teremos:

3 = -2α + β - γ

Para as potências de T teremos:

-1 = -2α - γ

Agora temos três equações e três icógnitas

0 = α + γ

3 = -2α + β - γ

-1 = -2α - γ

Resolvendo a mesma encontraremos:

α=1; β=4; γ=-1;

Substituindo na equação inicial teremos:

Q= K . (P/L)1 . d4 . µ-1 (TEOREMA DE BRIDGMAN)